# TAI Hürjet
Die TAI Hürjet ist ein einstrahliges Schul- und leichtes Erdkampfflugzeug, das von dem türkischen Staatskonzern Turkish Aerospace Industries entwickelt wird. Ein Vorführmodell wurde erstmals 2018 auf der Farnborough International Airshow gezeigt.

## Geschichte
Die Entwicklung des Hürjet begann als erste Jet-Eigenentwicklung der Türkei im August 2017. Am 26. Dezember 2022 fand der Rollout statt und erste Bodentests wurden durchgeführt. Das Triebwerk wurde Ende Januar 2023 zum ersten Mal gestartet, Rolltests begannen im März 2023 und der Jungfernflug fand am 25. April 2023 statt. Die türkischen Luftstreitkräfte haben einen Bedarf an ungefähr 70 dieser Schulungsflugzeuge als Ersatz für die zurzeit eingesetzten alternden 70 Northrop T-38; darüber hinaus soll das Flugzeug auch exportiert werden und für Close Air Support, Feinddarstellung, die Luftraumüberwachung und die Nutzung durch Kunstflugteams genutzt werden. Die Hürjet soll 2025 in den Bestand der türkischen Luftwaffe aufgenommen werden. Im Sommer 2023 waren sechzehn Flugzeuge bestellt.
Bis im Sommer 2024 hatte der Hürjet 79 Testflüge absolviert. Zu diesem Zeitpunkt waren weiterhin 4 Block-0-Flugzeuge bestellt und 12 Block 1.
Im Dezember 2024 prüfte Spanien eine Beteiligung am Programm. Laut einem Memorandum of Understanding ging es um die gemeinsame Entwicklung eines Fortgeschrittenentrainers als Ersatz für die spanischen F-5. Ziel einer Beteiligung wäre auch die Herstellung der Flugzeuge in Spanien.

## Technik
Geplant sind eine Fly-by-Wire-Steuerung, eine Feuerleitanlage, ein Radar und die Fähigkeit zur Luftbetankung. Ursprünglich war das Triebwerk General Electric F404 vorgesehen, aber mit dem Abkühlen des amerikanisch-türkischen Verhältnisses in der Rüstungsindustrie sollte ein Eurojet EJ200 Verwendung finden. Der Prototyp ist aber mit einem General Electric F110 ausgestattet.

## Technische Daten
| Kenngröße                  | TAI Hürjet                                  |
| -------------------------- | ------------------------------------------- |
| Besatzung                  | 2                                           |
| Länge                      | 13,6 m                                      |
| Spannweite                 | 9,5 m                                       |
| Höhe                       | 5,1 m                                       |
| Leermasse                  |                                             |
| normale Startmasse         |                                             |
| max. Startmasse            |                                             |
| Treibstoffkapazität        |                                             |
| g-Limits                   | +8g / -3g                                   |
| Rollvermögen               | 5,5g in 15.000 ft (ca. 4.570 m), < Mach 0,9 |
| Höchstgeschwindigkeit      | 1.482 km/h (Mach 1,4)                       |
| max. Dienstgeschwindigkeit |                                             |
| Dienstgipfelhöhe           | 13.716 m                                    |
| max. Steigleistung         | 10.668 m/min                                |
| Einsatzradius              | 2222 km                                     |
| max. Waffenlast            | 2721 kg                                     |
| Triebwerk                  |                                             |
| Schubkraft                 | 78,29 kN / 17.600 lb                        |
| Schub-Gewicht-Verhältnis   |                                             |

Quelle: